# بلين مورين
بلين مورين هو نقابي وسياسي كندي، ولد في 30 سبتمبر 1960. نشط حزبياً في الحرب الديمقراطي الجديد لأونتاريو. وقد انتخب عضو برلمان مقاطعة أونتاريو ‏.